# Homosexualität in Malta

Geografische Lage von Malta

Homosexualität ist in Malta in großen Teilen der Gesellschaft akzeptiert und homosexuelle Handlungen sind in Malta legal.

## Legalität
Homosexuelle Handlungen sind seit Januar 1973 legal. Das Schutzalter liegt einheitlich bei 18 Jahren.

## Antidiskriminierungsgesetze
Ein Antidiskriminierungsgesetz zum Schutz der freien sexuellen Orientierung in den Bereichen Beschäftigung, Bildung, Eigentum, Gesundheitswesen sowie Zugang zu Waren und Dienstleistungen besteht seit 2004. Das Gesetz ist die Umsetzung der Antidiskriminierungsvorschriften der Europäischen Union.

## Anerkennung gleichgeschlechtlicher Paare
Eine staatliche Anerkennung erfolgte 2014 in Form einer Eingetragenen Partnerschaft. Im März 2010 kündigte Premierminister Lawrence Gonzi ein Gesetz zur Eingetragenen Partnerschaft in Malta an, das nicht parlamentarisch umgesetzt wurde. Nach gewonnener Parlamentswahl startete die sozialdemokratische Regierung von Joseph Muscat im Oktober 2013 einen Gesetzentwurf zur Einführung eines Lebenspartnerschaftsinstitutes in Malta. Am 14. April 2014 wurde der Gesetzentwurf im Parlament von Malta verabschiedet. Im Juli 2017 befürwortete das Parlament von Malta die Ehe für gleichgeschlechtliche Paare. Für die Vorlage der Regierung stimmten 66 Abgeordnete von 67 Abgeordneten, gegen sie nur ein Abgeordneter der konservativen Opposition.

## Gesellschaftliche Situation
Eine kleine LGBT-Community findet sich vor allem in der Hauptstadt Valletta. Im Juli 2010 fand in Valletta ein Pride March und eine Pride Week mit Filmvorführungen statt.